# 미국 공중 보건 서비스 위탁 군단

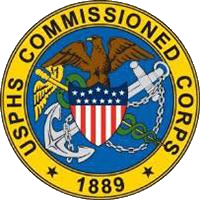
미국 공중 보건 서비스 위탁 군단

미국 공중 보건 서비스 미국 공군의 보건을 책임지는 서비스를 가리키는 용어이다.

## 설명
미국 공중 보건 서비스 위탁 군단(USPHSCC, 미국 공중 보건 서비스의 위탁 군단이라고도 한다.)은 미국 공중보건서비스의 제복 서비스 부서이며 미국의 8개 제복 서비스 중 하나이다. (미국 육군, 미국 해군도 함께 포함된다.), 미국 해병대, 미국 해안경비대, 미국 공군, 미국 우주군 및 NOAA 임관 장교단에 임관된 군단의 주요 임무는 일반 대중의 건강과 안전을 보호, 증진 및 발전시키는 것이다.  NOAA 임관 장교단과 함께 미국 공중 보건 서비스는 영장 장교가 서비스 내에서 사용할 수 있도록 승인되었지만 입대 또는 영장 장교 계급이 없는 임관 장교로만 구성되는 두 개의 제복 서비스 중 하나이다. 임관한 군단의 장성급 장교는 미국 대통령이 미군의 일부로 복무하도록 지시하거나 군대의 서비스 부서에 자세히 설명하지 않는 한 비전투원으로 분류된다. 임관 군단의 구성원은 미국 해군과 미국 해안경비대를 모델로 한 유니폼을 입고 특별 공중 보건 서비스 위탁 군단 휘장이 있으며 해군 및 해안 경비대 장교와 동등한 해군 계급을 보유하고 있고 해당 현직 의료 직함을 가지고 있다. 임관 군단 장교는 일반적으로 임관 군단의 직접 임관 프로그램을 통해 임관을 받는다. 상위 부서인 미국 공중보건서비스와 마찬가지로 위임된 군단은 미국 보건복지부의 지시를 받는다. 임관된 군단은 중장(O-9) 계급을 가진 군의관이 이끌고 있다. 공중위생국장은 보건복지부(Department of Health and Human Services) 보건부 차관보에게 직접 보고한다. 보건부 차관보는 미국제독(O-10)으로 임명될 수 있으며 임관된 군단의 제복을 입은 장교이기도 한 경우에는 미국제독(O-10)으로 임명될 수 있다.

## 같이 보기
- 미국 공중보건서비스
- 미국